# Logosophie
 (novembre 2019).

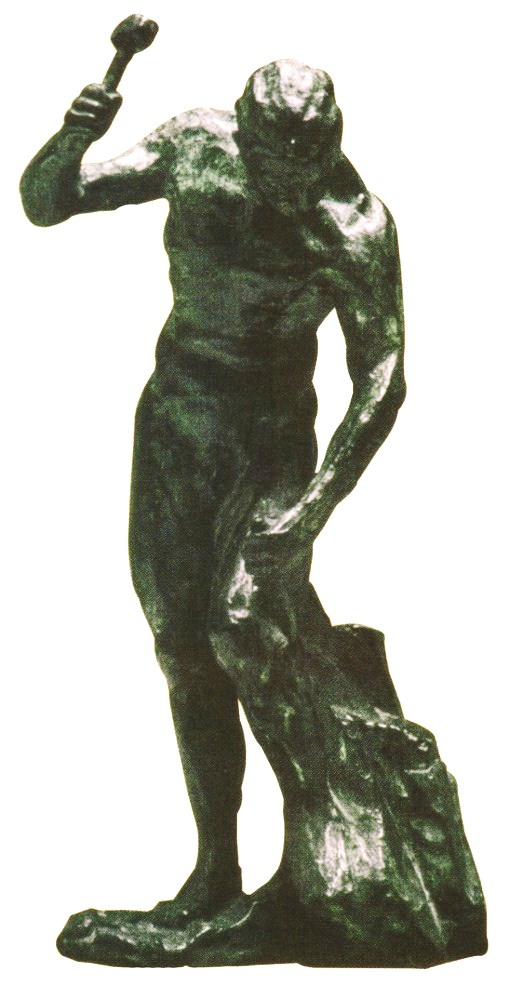
Logosophie

La Logosophie est une conception éthique et philosophique développée par le penseur et humaniste argentin Carlos Bernardo González Pecotche. Elle offre des outils d’ordre conceptuel et pratique pour l'obtention de l’auto-perfectionnement à travers un processus d’évolution consciente. Ce processus conduit à la connaissance de soi-même,.
La Logosophie établit que les pensées peuvent être autonomes et indépendantes de la volonté individuelle. Elles naissent et remplissent leurs fonctions sous l’influence d’états psychologiques ou moraux qui nous sont propres ou proviennent d’ingérences extérieures. La finalité de la méthode logosophique est de libérer les facultés mentales des influences qui manipulent l’individu pour lui permettre de découvrir les véritables objectifs de la vie, en exerçant mieux sa fonction de penser.
L’objectif de la méthode et de ses disciplines est de permettre à l’individu de mieux se connaître, de mieux connaître ses semblables, Dieu, l’univers et ses lois éternelles. Elle offre l’opportunité de mieux sentir et concevoir la vie à la lumière d’une nouvelle conception de l’homme, de son organisation psychique et mentale, de la vie humaine dans ses plus amples possibilités et projections.
L’étymologie du mot « Logosophie » provient des racines grecques « logos » ("parole, discours") et « sophos » ("sagesse"), adoptées par l’auteur avec la signification du verbe créateur ou manifestation du savoir suprême. Son objectif est de désigner une nouvelle lignée de connaissances, une méthode et une technique qui lui sont éminemment propres.
La Logosophie est apparue en 1930 avec la création du premier siège de la Fondation Logosophique, dans la ville de Córdoba en Argentine.

## L’auteur
Carlos Bernardo González Pecotche, argentin, également connu sous le nom de Raumsol, est né le 11 août 1901. Fils de Jorge N. Gonzalez et Maria Pecotche de González, il s’est marié avec Paulina Eugenia Puntel le 8 octobre 1924. Père d’un enfant, Carlos Federico González Puntel né le 10 juillet 1925. Le fondateur de la Logosophie est décédé le 4 avril 1963 à Buenos Aires.

## La méthode
La méthode logosophique est, selon son auteur, unique par son essence. Elle possède la vertu de pouvoir s’adapter à chaque esprit, en lui proportionnant la part de connaissance que la capacité individuelle peut acquérir.
L’examen des aptitudes et des conditions d’assimilation sont des facteurs pris en compte par la méthode. Son artère principale, qui fait palpiter l’enseignement dans l’âme de celui qui apprend, est celle qui prescrit comme fonction principale de la connaissance qu’elle prodigue la nécessité de se familiariser de manière intime avec l’enseignement afin de s’identifier à lui en l’associant à la vie elle-même.
La méthode logosophique propose de guider l’être humain vers une connaissance plus profonde de son esprit, dans la totalité de son fonctionnement complexe. La Logosophie invite l’homme à réaliser une étude pleine de sa psychologie : son caractère, ses tendances, ses pensées, ses qualités, ses déficiences et tout ce qui directement ou indirectement entre dans le jeu de ses facultés mentales et touchent aux états de son esprit.

## Objectifs
Les principaux objectifs de la Logosophie sont :
- L’évolution consciente de l’homme, au moyen de l’organisation de ses systèmes mental, sensible et instinctif.

- La connaissance de soi-même, ce qui implique une entière maitrise des éléments qui constituent le secret de l’existence individuelle.

- L’intégration de l’esprit, pour que l’être puisse se servir des valeurs qu’il possède, valeurs qui trouvent leur origine dans son propre héritage.

- La connaissance des lois universelles, dont la sagesse des principes est indispensable pour régir notre vie.

- La connaissance du monde mental, transcendant ou métaphysique, où toutes les idées et pensées qui fécondent la vie humaine ont leur origine.

- L’édification d’une vie nouvelle et d’un destin meilleur, avec dépassement maximal des prérogatives ordinaires.

- Le développement et la maîtrise profonde des fonctions d’étudier, d’apprendre, d’enseigner, de penser et de réaliser, par lesquelles la méthode logosophique transforme sa substance en aptitudes individuelles d’une signification incalculable pour le futur pédagogique de l’éducation de l’humanité.

## Logosophie et Philosophie
Le savoir logosophique n’a pas de points communs  avec aucune branche du savoir courant, que ce soit les sciences, la philosophie, la psychologie, etc. Ses conceptions sont originales et ne sont pas basées sur d’autres courants de pensée existants, comme l’affirme l’auteur lui-même.
Gonzalez Pecotche s’explique sur la Logosophie :
« La Logosophie compte sur deux puissantes forces, qui en s’unissant et en fraternisant, mènent l’homme à accomplir les deux objectifs de son existence : évoluer pour atteindre la perfection et se constituer en véritable serviteur de l’humanité. Une de ses forces est la connaissance qu’elle octroie à la mente humaine ; l’autre, est l’affection qu’elle enseigne à réaliser dans les cœurs. »

## Logosophie et Humanisme
González Pecotche mentionne également que la Logosophie est un nouveau type d’Humanisme. Cependant, il différencie sa contribution du travail des autres humanistes :
« A la différence du concept généralisé, notre humanisme part de l’être sensible et pensant qui cherche à accomplir en lui-même le processus évolutif que toute l’humanité doit suivre. Sa réalisation dans ce sens en constituera un exemple réel de ce que peut obtenir chaque membre de la grande famille humaine. »

## Institutions logosophiques
Les institutions logosophiques sont des entités sans buts lucratifs qui ont pour objectif d’offrir l’ambiance nécessaire à l’étude et à la pratique de la Logosophie, tout en étant des centres de diffusion.
Il existe actuellement des institutions logosophiques dans les pays suivants :
- Argentine
- Brésil
- Espagne
- États-Unis
- Israël
- Mexique
- Venezuela
- Uruguay

Il y a aussi des étudiants résidents et des groupes d’étude en formation dans divers pays comme: l’Allemagne, l’Angleterre, l’Australie, le Canada, la France, l’Italie et autres.